# Nova Peris
Nova Peris, née le 25 février 1971 à Darwin (Territoire du Nord),, est une femme politique et ancienne athlète et joueuse de hockey sur gazon australienne.
Elle est à la fois la première personne autochtone australienne à remporter une médaille d'or olympique, et la première femme aborigène à siéger au Parlement fédéral australien.

## Carrière sportive
Membre des Hockyroos, l'équipe d'Australie de hockey sur gazon féminin, elle remporte la Coupe du monde en 2004 ainsi que le Champions Trophy en 1993 et 1995. Elle est médaillée d'or en équipe dans cette épreuve aux Jeux olympiques d'été de 1996 à Atlanta. Elle devient ainsi la première Aborigène australienne à remporter une médaille d'or olympique.
Elle se tourne ensuite vers l'athlétisme, et prend part à l'épreuve du relais 4 x 100 mètres aux Championnats du monde d'athlétisme 1997, sans toutefois dépasser le stade des séries. Lors des Jeux du Commonwealth de 1998 à Kuala Lumpur, elle remporte deux médailles d'or : dans l'épreuve du 200 mètres, en 22 s 77, et au relais 4 x 100 mètres. Elle atteint également la finale au 100 mètres, où elle termine sixième.  Aux Championnats du monde d'athlétisme 1999, elle atteint les quarts de finale au 100 mètres, et les demi-finales au 200 mètres.
Elle est la première à porter la flamme olympique à Sydney en amont des Jeux olympiques de 2000 dans cette ville, et la porte pieds nus, en hommage à ses ancêtres aborigènes. Lors des Jeux, elle prend part au 400 mètres, atteignant les demi-finales, et au relais 4 x 400 mètres, où l'équipe australienne dont elle fait partie termine cinquième en finale. Sa carrière sportive se conclut avec sa participation au 400 mètres lors des Championnats du monde d'athlétisme 2001, où elle ne dépasse pas les séries.

## Carrière politique
Lors des élections législatives fédérales du 7 septembre 2013, Nove Peris est élue sénatrice fédérale (au suffrage universel direct), représentant le Territoire du Nord et le Parti travailliste. Elle est alors la première femme aborigène à siéger au Parlement fédéral.